# Bruno Fuchs
Bruno de Lara Fuchs (Ponta Grossa, 1 de abril de 1999) é um futebolista brasileiro de ascendência alemã que atua como zagueiro. Atualmente defende o Palmeiras, emprestado pelo Atlético Mineiro.

## Carreira

### Internacional
Oriundo das categorias de base, Bruno Fuchs estreou profissionalmente no Internacional no dia 28 de julho de 2019, na vitória por 1–0 sobre o Ceará pelo Brasileirão de 2019.
Em 2020, herdou a camisa 3 no Internacional, consagrada no clube por ídolos como Figueroa e Índio.

### CSKA de Moscovo
Em 25 de agosto de 2020, foi oficializada a venda de Fuchs ao CSKA Moscovo pelo valor de 8 milhões de euros.Estreou-se na Premier Liga pelo CSKA no mesmo mês frente ao Achmat Grozny, mas se machucou na mesma partida e não voltou a jogar até o final da temporada.
Fez a sua estreia como titular em 21 de novembro de 2021, contra o FC Khimki, mas foi expulso aos 15 minutos.

### Atlético Mineiro
Em 21 de dezembro de 2022, Bruno Fuchs foi apresentado no Atlético-MG, ele chega por empréstimo até o final de 2023. Bruno pertence ao CSKA Moscou, da Rússia.Bruno fez sua estreia com a camisa do Galo em 21 de janeiro de 2023, onde o Atlético Mineiro venceu a Caldense por 2–1 com dois gols de Hulk, na primeira rodada do Campeonato Mineiro.
No dia 30 de março de 2024, Bruno abriu o placar no primeiro jogo a da final do Campeonato Mineiro entre Cruzeiro e Atlético. O jogo terminou empatado por 2 a 2.

### Palmeiras
Em 14 de fevereiro de 2025, Fuchs foi emprestado ao Palmeiras até o final da temporada (com opção de compra) como parte de uma negociação entre o clube e o Atlético Mineiro, que recebeu o lateral-esquerdo Caio Paulista, também por empréstimo. Foi apresentado duas semanas depois e recebeu a camisa de numero três. Sua estreia foi no dia 1º de março, ao entrar no segundo tempo de uma vitória palmeirense por 3–0 sobre o São Bernardo, pelas quartas-de-final do Campeonato Paulista.

## Seleção Brasileira
Fuchs representou a Seleção Brasileira nas edições de 2017 (atuando pelo Sub-20) e 2019 (atuando pelo Sub-23) do Torneio de Toulon, vencendo o último.  Posteriormente, foi chamado para disputar o Pré-Olímpico de 2020.

### Jogos Olímpicos de 2020
Em 2 de julho de 2021, Fuchs foi convocado para a seleção brasileira para os Jogos Olímpicos de 2020.
Bruno Fuchs foi campeão olímpico com a Seleção Brasileiro em 2021.

## Títulos
Atlético-MG
- Campeonato Mineiro: 2023 e 2024

Seleção Brasileira
- Torneio de Toulon: 2019
- Jogos Olímpicos: 2020